# ماني بويغ
ماني بويغ (بالإنجليزية: Manny Puig)‏ هو ترفيهي أمريكي، ولد في 13 فبراير 1954 في كوبا.

## وصلات خارجية
- الموقع الرسمي
- ماني بويغ على موقع IMDb (الإنجليزية)
- ماني بويغ على موقع قاعدة بيانات الفيلم (الإنجليزية)